# Manuel de Mora-Figueroa y Gómez-Imaz
Manuel de Mora-Figueroa y Gómez-Imaz (Sevilla, 4 d'octubre de 1904 - Madrid, 13 de gener de 1964) va ser un polític i militar espanyol. Va participar en la Guerra civil i posteriorment ho faria en la Segona Guerra Mundial allistat en la Divisió Blava. Militant falangista des de data primerenca, durant la dictadura franquista va ocupar llocs rellevants i arribaria a ser sotssecretari general de FET i de les JONS. També va ser procurador en les Corts franquistes.

## Biografia
Va néixer a Sevilla el 4 d'octubre de 1904, sent el segon dels fills dels marquesos de Tamarón.
Va ingressar a l'Escola Naval el 1920, de la qual va sortir cinc anys després llicenciat i amb el rang d'alferes de navili. Quan es va produir la proclamació de la Segona República es trobava destinat en el creuer lleuger Reina Victoria Eugenia. Des de dates inicials es va afiliar a la Falange Espanyola de les JONS. El seu germà José també era membre de Falange i arribaria a convertir-se en cap provincial de la Falange gaditana, mentre que Manuel era el cap provincial de milícies. En els mesos anteriors a la Guerra civil tots dos germans van adquirir i van acumular armes en col·laboració amb Ramón de Carranza, un dels caps de la conspiració a Sevilla.

### Guerra civil
Quan es va produir l'esclat de la Guerra civil, Manuel Mora-Figueroa es trobava a Cadis i va prendre part en la revolta militar al capdavant de les seves milícies. Per a aquestes dates ja ostentava el rang de capità de navili. Després de dominar la situació en la capital, les forces de Mora-Figueroa es van unir a les del seu germà en el que es va conèixer com a «Terç Mora-Figueroa». La columna va avançar per la Serra de Cadis i la Serranía de Ronda, fins a aconseguir la mateixa Ronda, on la unitat va establir la seva caserna general. Allí les forces de Mora-Figueroa van executar nombrosos presoners procedents de les localitats pròximes a Ronda. Més endavant el Terç Mora-Figueroa, que al llarg de la contesa va augmentar considerablement la seva grandària, participaria en altres operacions militars com la conquesta de Màlaga, o el tancament de la «bossa de Mèrida».

### Dictadura franquista
Durant els primers anys del franquisme va ocupar diversos càrrecs, com a governador civil de les províncies de Cadis i Madrid. A la fi de 1939 va ser nomenat membre del Consell Nacional de FET y de las JONS. Arribaria a ser assessor i cap d'Estat Major de la Milícia Nacional de FET y de las JONS. El setembre del 1940 va formar part de la comitiva espanyola que va visitar Berlín, al costat de Ramón Serrano Suñer i altres. Per aquestes dates Mora-Figueroa va passar a formar part del grup de falangistes descontents amb Franco —al costat d'altres com Dionisio Ridruejo, Enrique Sotomayor Gippini o Agustín Aznar Gerner— per la falta de compromís del Generalíssim amb el «Nou Ordre» nazi.
Al juny de 1941, després de produir-se la invasió alemanya de la Unió Soviètica, el règim franquista va organitzar una unitat de voluntaris per a anar combatre els soviètics, la Divisió Blava. La idea de formar aquesta unitat va sorgir durant un sopar a l'Hotel Ritz entre Serrano Suñer, Dionisio Ridruejo i Mora-Figueroa. El mateix Mora-Figueroa s'allistaria en la divisió, marxant al Front rus i arribant a convertir-se en ajudant del general Muñoz Grandes. Després de la caiguda de Serrano Suñer, al setembre de 1942 va ser nomenat subsecretari general de FET y de las JONS, substituint José Luna Meléndez. En aquesta època José Luis Arrese estava al capdavant de la Secretaria General del partit. L'arribada de Mora-Figueroa a la subsecretaria va coincidir amb un allunyament del partit únic de les postures més obertament filonazis. Un altre fet rellevant d'aquests anys va ser la dissolució de la milícia de FET y de las JONS al juliol de 1944. Mora-Figueroa es va mantenir en el càrrec fins a setembre de 1944, quan va ser substituït pel «neofalangista» Rodrigo Vivar Téllez. Amb posterioritat no va ocupar altres càrrecs rellevants.

## Reconocimientos
- Medalla Militar (1939)[17]
- Gran Creu de l'Orde de Cisneros (1944)[18]
- Medalla de Plata de Jerez de la Frontera (1961; revocada en 2017)[n. 2]